# Clark megye (Nevada)
Clark megye az Amerikai Egyesült Államokban, azon belül Nevada államban található. Megyeszékhelye és legnagyobb városa Las Vegas. Lakosainak száma 2 265 461 fő (2020). Clark megye Lincoln, Nye, Inyo, San Bernardino és Mohave megyékkel határos.

## Népesség
A megye népességének változása:
| Lakosok száma | 3321 | 1 953 106 | 1 966 586 | 1 997 659 | 2 027 868 | 2 114 801 | 2 265 461 |
|               | 1910 | 2010      | 2011      | 2012      | 2013      | 2015      | 2020      |